# Rowlandius ufpi
Espèce
Rowlandius ufpi est une espèce de schizomides de la famille des Hubbardiidae.

## Distribution
Cette espèce est endémique du Piauí au Brésil. Elle se rencontre vers Floriano.

## Description
Le mâle holotype mesure 3,45 mm et la femelle paratype 4,6 mm.

## Systématique et taxinomie
Cette espèce a été décrite par en Silva, Santos & Carvalho, 2024.

## Étymologie
Son nom d'espèce lui a été donné en référence à l'université fédérale du Piauí.

## Publication originale
- Silva, Santos & Carvalho, 2024 : « A potentially endangered new species of the genus Rowlandius (Arachnida: Schizomida: Hubbardiidae) from Northeastern Brazil. » Zootaxa, no 5458(3), p. 403–419.